# 辣妹刺客
《辣妹刺客》（日语：ベイビーわるきゅーれ），日本喜劇動作電影，由高石明里、伊澤彩織主演，于2021年7月31日在日本上映。劇情以日式搞笑風格的方式呈現一對女殺手拍檔的生活而受到好評，該電影也在2021美國奇幻電影節登場，續集《辣妹刺客：奪命雙煞》則是在2023年3月24日上映 。該系列的第三部電影《辣妹刺客3：假期殺機》於2024年9月27日在日本上映。另外，電視劇《辣妹刺客每一天！》於同年9月5日至11月21日在東京電視台播出，每集30分鐘，共12集。

## 劇情
千里、真尋是殺手業界厲害的女高生殺手二人組，兩人合作無間，因為面臨畢業，某天在組織的要求下，展開了新同居生活，而且要找到與正常人相同的工作來賺錢。這讓她們迷失了生活的方向。一直以來都是除了通過組織安排接受委托殺人賺錢，別無所長，因此二人完全無法適應社會，工作也不停更換。更糟糕的是不擅長與他人交流的真尋面對逐漸適應社會能打工的千里，產生嫉妒又自卑心理，二人的關係漸漸產生惡化。

## 登場人物
- 杉本千里‐ 高石明里
- 深川真尋- 伊泽彩织
- 渡部 - 三元雅艺
- 須佐野 - 飞永翼
- 姫子（女僕喫茶店員） - 福岛雪菜
- 田坂 - 水石亚飞梦
- 和菓子屋店主 - 仁科贵
- 濱岡一平- 本宫泰风
- 濱岡日鞠（浜岡一平的女兒） - 秋谷百音
- 濱岡和輝（浜岡一平的兒子）- うえきやサトシ
- 入鹿南（第三部登场人物） ‐ 前田敦子

## 音樂
- 主題曲：《STAY GLOW》KYONOfeat.TAKUMA（10-FEET）
- 插曲：《らぐなろっく 〜ベイビーわるきゅーれ〜 feat. Daichi》髙石あかり&伊澤彩織

## 軼事
關於片名，阪元裕吾從來沒有給出官方的英譯及中譯名字。但因官方片名和非官方英译片名直譯成中文都是＂辣妹刺客＂，以及劇情沒有任何關於＂宝宝＂的元素（不排除這裡指的是日文中＂不良少女＂的意思），考慮到＂辣妹＂字眼在中文中有其他的意思，為了不誤導觀眾及宣傳作用，故最新的中譯將更名為《宝宝刺客》。

## 外部連結
- 辣妹刺客 （页面存档备份，存于） - 官方網站
- 辣妹刺客電影推特宣傳的X（前Twitter）
- Baby Assassins│Rights Cube （页面存档备份，存于）